# 新福音派
新福音派（Neo-evangelicalism）是福音派的基礎上新興的一個基督教运动，并非教派。
由於部份福音派的信徒認為當時福音派不再代表忠實擁護聖言的名詞，為了分別為聖而稱改變了的福音派為新福音派，當中包括現代派（modernism），自由派（liberalism）、中立派（neutralism）。在這立場底下，「福音派」就只被視為形容傳講基督寶血的贖罪功效和堅信《聖經》的信徒。而「新福音派」就是那些拒絕服從《聖經》中的部份指引的信徒。